# Hyalurgus minimus
Hyalurgus minimus är en tvåvingeart som beskrevs av Louis-Paul Mesnil 1953. Hyalurgus minimus ingår i släktet Hyalurgus och familjen parasitflugor.
Artens utbredningsområde är Myanmar. Inga underarter finns listade i Catalogue of Life.